# Listă de filme de comedie din anii 1970
Aceasta este o listă de filme de comedie din anii 1970.

## Anii 1970
1970
- The Boatniks
- Catch-22
- The Cheyenne Social Club
- Hi, Mom!
- M*A*S*H
- Myra Breckinridge
- The Out-of-Towners
- The Computer Wore Tennis Shoes
- Start the Revolution Without Me
- There Was a Crooked Man...
- Which Way to the Front?

1971
- 200 Motels
- The Barefoot Executive
- B.S. I Love You
- Bananas
- Carnal Knowledge
- Happy Birthday, Wanda June
- Harold and Maude
- The Hospital
- The Million Dollar Duck
- A New Leaf
- Support Your Local Gunfighter!
- Who Is Harry Kellerman and Why Is He Saying Those Terrible Things About Me?

1972
- Another Nice Mess
- Avanti!
- Everything You Always Wanted to Know About Sex
- Fritz the Cat
- The Heartbreak Kid
- Now You See Him, Now You Don't
- Pink Flamingos
- Play It Again, Sam
- Snowball Express
- The Thing with Two Heads
- What's Up, Doc?
- With Children at the Seaside

1973
- American Graffiti
- Charley and the Angel
- Cops and Robbers
- Five on the Black Hand Side
- Harry in Your Pocket
- The Last Detail
- Paper Moon
- Sleeper
- The Sting

1974
- Blazing Saddles
- Dark Star
- Down and Dirty Duck
- Flesh Gordon
- Ginger in the Morning
- The Groove Tube
- Harry and Tonto
- Herbie Rides Again
- The Longest Yard
- The Nine Lives of Fritz the Cat
- Phantom of the Paradise
- Superdad
- The Thorn
- Uptown Saturday Night
- Young Frankenstein

1975
- The Adventure of Sherlock Holmes' Smarter Brother
- The Apple Dumpling Gang
- The Fortune
- Love and Death
- One of Our Dinosaurs Is Missing
- Rooster Cogburn
- Shampoo
- The Strongest Man in the World
- The Sunshine Boys
- The Rocky Horror Picture Show

1976
- The Bad News Bears
- The Big Bus
- Cannonball
- Car Wash
- Chesty Anderson, USN
- Family Plot
- Freaky Friday
- The Gumball Rally
- Gus
- Murder by Death
- Nickelodeon
- No Deposit, No Return
- The Shaggy D.A.
- Silent Movie
- Silver Streak
- Tunnel Vision

1977
- A Piece of the Action
- Annie Hall
- The Bad News Bears in Breaking Training
- Candleshoe
- Grand Theft Auto
- Handle With Care
- Herbie Goes to Monte Carlo
- High Anxiety
- The Last Remake of Beau Geste
- The Kentucky Fried Movie
- Oh, God!
- Slap Shot
- Smokey and the Bandit

1978
- The Bad News Bears Go to Japan
- California Suite
- The Cat from Outer Space
- Corvette Summer
- The End
- Every Which Way But Loose
- Foul Play
- Hot Lead and Cold Feet
- Heaven Can Wait
- Hooper
- National Lampoon's Animal House
- Rabbit Test
- Sextette
- Up in Smoke
- A Wedding

1979
- 10
- 1941
- Americathon
- The Apple Dumpling Gang Rides Again
- Being There
- Breaking Away
- The Frisco Kid
- The In-Laws
- The Jerk
- The Main Event
- Manhattan
- The Muppet Movie
- The North Avenue Irregulars
- Real Life
- Rock 'n' Roll High School
- Starting Over
- The Villain

## Filme britanice
- And Now For Something Completely Different (1971)
- Bless This House (1972)
- Confessions of a Window Cleaner
- Confessions of a Driving Instructor (1976)
- Confessions of a Pop Performer (1976)
- Confessions from a Holiday Camp (1977)
- Dad's Army (1971)
- Doctor in Trouble (1970)
- Hoffman (1970)
- The House in Nightmare Park (1973)
- Jabberwocky (1977)
- Keep it up Downstairs (1976)
- The Likely Lads (1976)
- Man About the House (1974)
- Melody (1971)
- Monty Python and the Holy Grail (1975)
- Monty Python's Life of Brian (1979)
- On the Buses (1972) (și 2 continuări)
- The Pink Panther Strikes Again (1976)
- The Plank (1979) — refacere a filmului din 1967
- Porridge (1979)
- Pulp (1972)
- The Return of the Pink Panther (1974)
- Soft Beds, Hard Battles (1973)
- Steptoe and Son (1972) și continuarea Steptoe and Son Ride Again
- There's a Girl in My Soup (1970)
- Up Pompeii! (1971)
- Up the Chastity Belt (1972)
- Up the Front (1972)

## Comedie-horror
1971
- Sir, You Are a Widow
- The Abominable Dr. Phibes

1972
- Please Don't Eat My Mother
- Dr. Phibes Rises Again
- Private Parts

1973
- Theatre of Blood
- The Werewolf of Washington

1974
- The Cars That Ate Paris

1975
- The Rocky Horror Picture Show

1976
- Murder By Death

1978
- Piranha

1979
- Love at First Bite

## Comedie-dramă
- Diary of a Mad Housewife (1970)
- Carnal Knowledge (1971)
- The Longest Yard (1974)
- Female Trouble (1975)
- One Flew Over the Cuckoo's Nest (1975)
- Cannonball (1976)
- Don's Party (1976)
- The Judge and the Assassin (1976)
- Convoy (1978)
- Osenniy marafon (Maratonul de toamnă) (1979) (URSS)
- Breaking Away (1979)

## Parodii
- Blazing Saddles (1974)
- Hardware Wars (1977)
- High Anxiety (1977)
- Monty Python and the Holy Grail (Anii 1970)
- Young Frankenstein (Anii 1970)